# Escuelas Públicas de Chicago

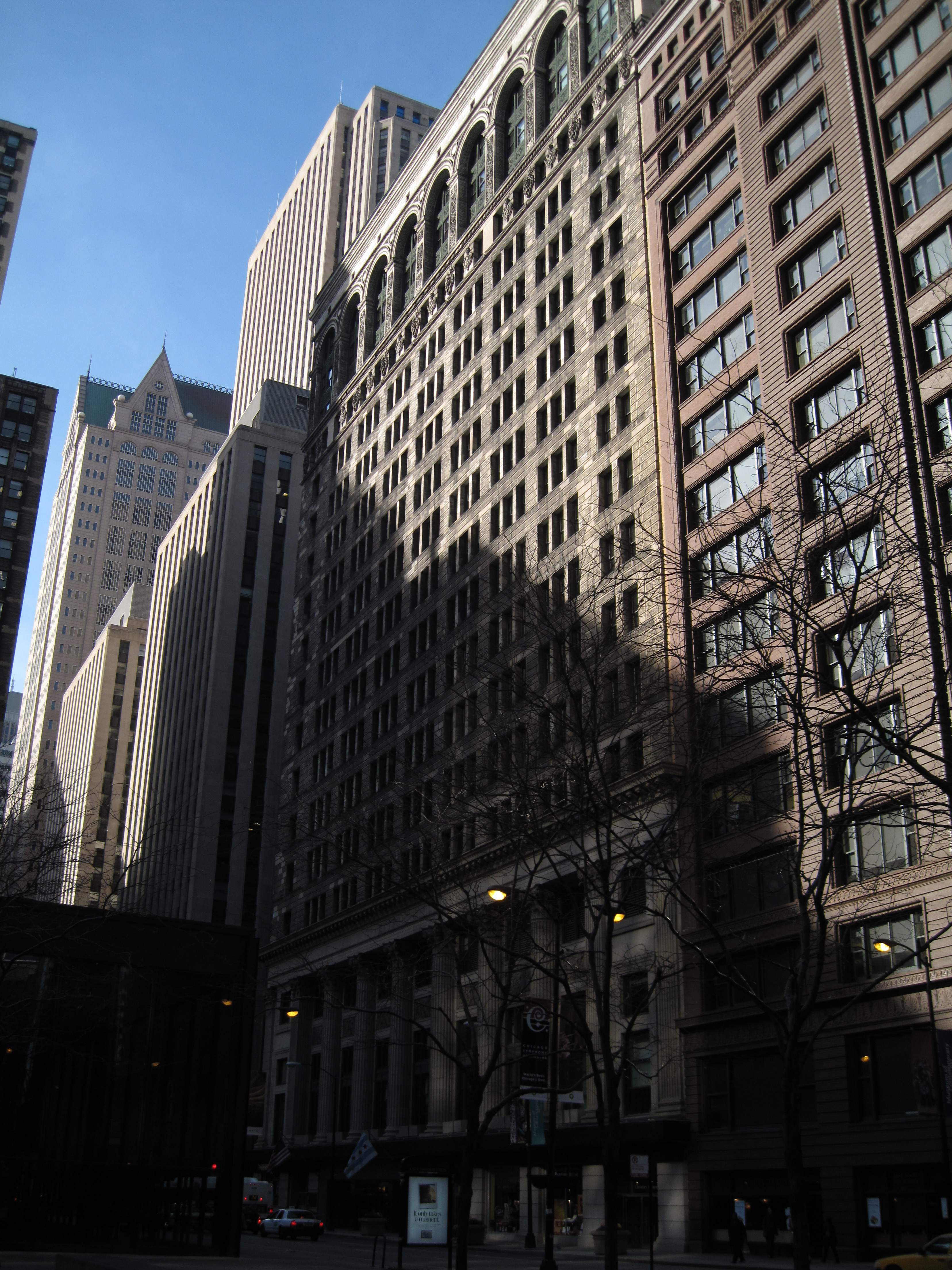
La ex-sede del CPS.

Las Escuelas Públicas de Chicago (Chicago Public Schools, CPS en inglés) es el distrito escolar en Illinois, Estados Unidos. El distrito gestiona escuelas en la Ciudad de Chicago.
Arne Duncan es un exjefe del distrito.

## Escuelas
Escuelas Preparatorias:
- Amundsen
- Austin
- Bogan
- Bowen
- Bronzeville Scholastic Institute
- Calumet
- Chicago Vocational Career Academy
- Clark
- Academia Comunitaria Roberto Clemente
- Collins Academy
- Corliss
- Crane
- Curie
- Dunbar
- DuSable
- Dyett
- Englewood
- Academia de Carreras Farragut
- Christian Fenger Academy
- Foreman
- Gage Park
- Hancock
- Harlan
- Harper
- James Hedges
- Hirsch
- Hope
- Hubbard
- Hyde Park Career Academy
- Academia Comunitaria Benito Juárez
- Julian
- Kelly
- Kelvyn Park
- Kennedy
- Kenwood
- Lake View
- Lincoln Park
- Manley
- Marshall
- Mather
- Morgan Park
- North Grand
- Orr
- Phillips Academy Landmark
- Prosser
- Richards
- Paul Robeson
- Roosevelt
- Schurz
- Senn
- South Shore
- Southside Occupational
- Spalding
- Steinmetz
- Sullivan
- Taft
- Tilden
- Vaughn Occupational
- Von Steuben
- Washington
- Wells Community Academy
- Westinghouse
- Jones College Prep High School
- Best Practice
- Gwendolyn Brooks College Preparatory Academy
- Carver Military Academy
- Chicago Agriculture
- Chicago High School for the Arts
- Chicago Discovery
- CICS - Longwood
- CICS - Northtown Academy
- Chicago Military
- Chicago Vocational
- DeVry Advantage Academy
- Graham School Website
- Jones School Website
- King College Prep
- Lane
- Las Casas
- Lindblom
- Mose Vines Preparatory
- Noble Street Charter High School
- Northside College Prep
- Northside Learning Center
- Payton
- Perspectives Charter
- Phoenix Military Academy
- Al Raby School for Community and Environment
- Hyman G Rickover Naval Academy
- Simeon
- Simpson Academy
- West Town Academy
- York Alternative
- Whitney Young
- Youth Connection Charter School

K-8:
- Escuela Inter-Americana